# Arturo Azuela
Arturo Azuela Arriaga (Ciudad de México, 30 de junio de 1938 -  Ibídem, 7 de junio de 2012) fue un escritor, historiador y académico mexicano.

## Estudios y  docencia
Se tituló como  maestro en Ciencias (Matemáticas) por la Universidad Nacional Autónoma de México (UNAM) en 1965. En esa misma institución cursó la licenciatura en Historia obteniendo el título en 1971, una maestría en la misma especialidad, en 1973, y un doctorado en filosofía. Adicionalmente obtuvo un doctorado cum laude en la Universidad de Zaragoza, España.   
Fue director y catedrático de tiempo completo de la Facultad de Filosofía y Letras de la Universidad Nacional Autónoma de México. Impartió cátedra en la Benemérita Universidad Autónoma de Puebla, la Universidad Iberoamericana, el Instituto Politécnico Nacional, la Universidad de las Américas, la Universidad de Guadalajara, y la Universidad Autónoma de Nuevo León.
Profesor invitado para impartir cursos y seminarios en la Universidad de Texas en Austin, la Universidad Nacional Mayor de San Marcos, la Universidad de Chile, la Universidad de Texas en San Antonio, la Universidad de París VIII Vincennes-Saint-Denis, la Universidad de Columbia, la Universidad de Edimburgo, la Universidad de California en San Diego, la Universidad de Notre Dame, la Universidad de California en Berkeley, la Universidad Stanford, la Universidad Central de Venezuela, la Universidad de Montpellier, la Universidad de París X Nanterre y  la Universidad Sorbona de París.

## Académico
Fue miembro titular y presidente del Seminario de Cultura Mexicana.  Fue nombrado miembro de número de la Academia Mexicana de la Lengua el 9 de mayo de 1985, tomó posesión de la silla XXX el 25 de febrero de 1986.

## Escritor
Escribió artículos periodísticos, artículos de divulgación científica, editoriales, reseñas, reportajes y entrevistas para el diario capitalino El Día, el suplemento dominical «Diorama de la Cultura» del diario Excélsior y otros periódicos. Su obra literaria también incluye ensayos y novelas, donde mezcla nociones estéticas y poéticas, con temas de matemáticas y física.

## Fallecimiento
Durante sus últimas semanas de vida su salud fue decayendo lentamente. Para el 6 de junio de 2012 fue internado en el hospital López Mateos del ISSSTE en la Ciudad de México. Murió el 7 de junio de 2012 alrededor de las 9:00 de la noche, víctima de un paro respiratorio.

## Obras
Novela
- El tamaño del infierno, 1973
- Un tal José Salomé, 1975
- Manifestación de silencios, 1979
- La casa de las mil vírgenes, 1983
- El don de la palabra, 1985
- El matemático, 1988
- Estuche para dos violines, 1994
- Extravíos y maravillas, 2001
- Alameda de Santa María, 2003

Ensayo
- El mar de utopías, 1991
- Irak con Q. Bitácora de una guerra, 2005
- Desde Xaulín. Historia de la ruta de Goya, 2009

Divulgación
- Educación por la ciencia : el método científico y la tecnología, 1980
- Las armonías del universo: preámbulos de la ciencia moderna, 1994
- La ciencia renacentista : (el método científico y la concepción mecánica), 1995

## Premios y distinciones
- Premio Xavier Villaurrutia,  por su obra El tamaño del infierno, en 1974.[6]
- Premio Nacional de Novela José Rubén Romero, otorgado por el Instituto Nacional de Bellas Artes, por su obra Manifestación de silencios, en 1978.[6]
- El Calendario Azteca, otorgado por la Asociación de Periodistas de Radio y Televisión, por su programa de radio "Los escritores hoy", en 1987.
- Presea "Mariano Azuela", otorgada por el Gobierno del Estado de Jalisco, en 1989.[6]
- Premio Iberoamericano de Narrativa Científica del Consejo Cultural Nabor Carrillo, en 1994.[8]
- Premio Carlos V de Bélgica, en 1995.
- Premio El Estro Armónico, otorgado por la Organización Editart y la Fundación Rafael Alberti de España, por su novela Estuche para dos violines, en 1999.[9]